# لی اونگ بوک
لی اونگ بوک (کره‌ای: 이응복؛ زادهٔ ۱۹۷۲) کارگردان تلویزیونی اهل کره جنوبی است. نخستین اثر کارگردانی او زادگاه افسانه‌ها – کتاب‌های ممنوعه برای شبکه کی‌بی‌اس در سال ۲۰۰۹ بود. او به خاطر کارگردانی مجموعه‌های تلویزیونی محبوبی همچون مدرسه ۲۰۱۳ (۲۰۱۲)، عشق پنهانی (۲۰۱۳) و نسل خورشید (۲۰۱۶) شناخته می‌شود. پس از پیوستن به استودیو دراگون، او حرفه کارگردانی خود را با آثار گابلین (۲۰۱۶–۱۷) و آقای آفتاب (۲۰۱۸) ادامه داد. در سال ۲۰۲۰، لی نخستین مجموعه تلویزیونی اصلی نتفلیکس خود را به نام خانه شیرین کارگردانی کرد که بر پایه وب‌تونی با همین نام در ناور وب‌تون اثر کارنبی و هوانگ یونگ چان بود. این مجموعه با استقبال مثبت روبرو شد و فصل دوم آن در سال ۲۰۲۳ منتشر شد.